# Henningsro
Henningsro är en bebyggelse i Almunge socken i Uppsala kommun, Uppland. Vid SCB:s ortsavgränsning 2020 avgränsades här en småort.